# Modern Electronic Materials

## Основная информация
Научный рецензируемый журнал Modern Electronic Materials издается с 2015 года на английском языке.
Основное направление журнала – публикация статей и обзоров по вопросам получения и исследования свойств полупроводниковых (в том числе, термоэлектрических), диэлектрических и магнитных материалов для микро- и наноэлектроники. В издании рассматриваются такие темы, как материаловедение, технология и физические свойства кристаллических полупроводников, диэлектриков и магнитных материалов; материаловедение, физические свойства и технология изготовления многослойных структур и композитных материалов, в том числе и наноструктурированных; структура и свойства поверхностей раздела; нетермические методы активации физических процессов; квантово-размерные структуры и нанокристаллы; свойства аморфных полупроводников; моделирование теплофизических, гидро- и газодинамических условий выращивания монокристаллов и эпитаксиальных слоев для электроники, процессов получения и очистки материалов полупроводникового качества.
По решению ВАК Минобразования РФ журнал включен в «Перечень периодических и научно-технических изданий, выпускаемых в Российской Федерации, в которых рекомендуется публикация основных результатов диссертаций на соискание ученой степени доктора наук».
Все поступающие материалы проходят тщательную научную экспертизу (двойное слепое рецензирование).
В июне 2023 года журнал принят в БД Scopus. По результатам расчета рейтинга в мае 2024 года журнал вошел в Q4 (CiteScore – 0,6; SJR – 0,161; SNIP – 705).

## Главный редактор
Пархоменко Юрий Николаевич с 2015 года по настоящее время.

## Редакционная коллегия
В состав редколлегии журнала входят ученые из России, Белоруссии, Эстонии, Казахстана, США, Испании, Португалии, Великобритании, Индии, Мексики, Южной Кореи и Китая.
- Захидов Анвар Абдулахадович - заместитель главного редактора
- Морозов Сергей Владимирович - заместитель главного редактора
- Кисёлев Дмитрий Александрович - заместитель главного редактора
- Кобелева Светлана Петровна - заместитель главного редактора
- Асеев Александр Леонидович - академик РАН, Новосибирск, Россия
- Березнёв Сергей, Таллин, Эстония
- Васкес Луис, Мадрид, Испания
- Воутерс, Дирк, Ахен, Германия
- Вуль Александр Яковлевич, Санкт-Петербург, Россия
- Двуреченский Анатолий Васильевич, чл.-корр. РАН, Новосибирск, Россия
- Зубарь Татьяна Игоревна, Минск, Беларусь
- Каланда Николай Александрович, Минск, Беларусь
- Кирьянов Александр Викторович, Леон-де-лос-Альдама, Мексика
- Кожитов Лев Васильевич, Москва, Россия
- Костишин Владимир Григорьевич, Москва, Россия
- Кубасов Илья Викторович, Москва, Россия
- Ли Ин Хван, Чонджу, Южная Корея
- Ломонова Елена Евгеньевна, Москва, Россия
- Мансуров Зулхаир Аймухаметович, Алматы, Казахстан
- Маппс Десмонд Джеймс, Плимут, Великобритания
- Наранг Сукхлин Биндра, Амритсар, Индия
- Пенг Хуасинь, Ханчжоу, Китай
- Пятаков Александр Павлович, Москва, Россия
- Соболев Николай Андреевич, Авейро, Португалия
- Табачкова Наталия Юрьевна, Москва, Россия
- Тишкевич Дарья Ивановна, Минск, Беларусь
- Турутин Андрей Владимирович, Москва, Россия
- Федотов Александр Кириллович, Минск, Беларусь
- Хернандо Бланка, Овьедо, Испаниия
- Холкин Андрей Леонидович, Авейро, Португалия
- Шварцман Владимир Владимирович, Эссен, Германия
- Щербачев Кирилл Дмитриевич, Шнайттах, Германия

## Основные разделы
- Материаловедение и технология. Полупроводники
- Материаловедение и технология. Диэлектрики, пьезоэлектрики и сегнетоэлектрики
- Материаловедение и технология. Магнитные материалы
- Моделирование процессов и материалов
- Эпитаксиальные слои и многослойные композиции
- Наноматериалы и нанотехнологии
- Физические свойства и методы исследования
- Атомные структуры и методы структурных исследований

## Индексация
Scopus
DOAJ
Altmetric
CNKI
Dimensions
eLibrary
Google Scholar
Index Copernicus
Lens
OpenAlex
Ulrichsweb™
РИНЦ
Белый список журналов